# ATP Challenger San Diego
Das ATP Challenger San Diego (offiziell: San Diego Open) ist ein Tennisturnier, das 1979, 1998 und seit 2025 in San Diego, Kalifornien, stattfindet. Es gehört zur ATP Challenger Tour und wird im Freien auf Hartplatz gespielt.

## Liste der Sieger

### Einzel
| Jahr                         | Sieger          | Finalgegner        | Ergebnis      |
| ---------------------------- | --------------- | ------------------ | ------------- |
| 2025                         | Eliot Spizzirri | Mackenzie McDonald | 6:4, 2:6, 6:4 |
| 1999–2024: nicht ausgetragen |                 |                    |               |
| 1998                         | Ville Liukko    | Paul Goldstein     | 7:5, 7:6      |
| 1980–1997: nicht ausgetragen |                 |                    |               |
| 1979                         | Trey Waltke     | Matt Mitchell      | 4:6, 6:4, 6:0 |

### Doppel
| Jahr                         | Sieger                       | Finalgegner                   | Ergebnis           |
| ---------------------------- | ---------------------------- | ----------------------------- | ------------------ |
| 2025                         | Eliot Spizzirri Tyler Zink   | Juan José Bianchi Noah Zamora | 6:73, 7:64, [10:8] |
| 1999–2024: nicht ausgetragen |                              |                               |                    |
| 1998                         | Paul Goldstein Adam Peterson | Michael Hill Scott Humphries  | 6:2, 7:5           |
| 1980–1997: nicht ausgetragen |                              |                               |                    |
| 1979                         | Sashi Menon Robert Trogolo   | Rod Frawley Russell Simpson   | 7:6, 6:1           |